# ستانلي هوانغ
ستانلي هوانغ (بالإنجليزية: Stanley Huang)‏ (بالصينية: 黃立行) هو منتج أسطوانات وملحن ومغني وممثل تايواني، ولد في 21 سبتمبر 1974 بتايبيه في تايوان.

## وصلات خارجية
- ستانلي هوانغ على موقع IMDb (الإنجليزية)
- ستانلي هوانغ على موقع ميوزك برينز (الإنجليزية)
- ستانلي هوانغ على موقع قاعدة بيانات الفيلم (الإنجليزية)
- ستانلي هوانغ على موقع كينوبويسك (الروسية)